# Instant Justice
Instant Justice  (distribuida en España como Marine: entrenado para matar, y en Hispanoamérica como Ojo por Ojo, Diente por Diente) es una película del género de acción, de 1986 dirigida por Craig T. Rumar e interpretada por Michael Paré, Charles Napier, Eddie Avoth y Tawny Kitaen. Paré es el protagonista e interpreta el papel de Scott Youngblood, un marine en España quien busca venganza por el asesinato de su hermana.

## Sinopsis argumental
Scott es un Marine de Estados Unidos que presta servicio en la Embajada en Japón. Un día recibe un mensaje de que su hermana está en grave peligro, pide un permiso y marcha a España a ayudarla. Sin embargo, cuando Youngblood llega a España, su hermana ya ha muerto. Ante la desidia de la policía local, se decide con ayuda de una amiga de su hermana fallecida a investigar por su cuenta. Con la colaboración de un compañero marine de la Embajada en España, interpretado por Napier, finalmente encuentra a los responsables del fallecimiento de su hermana y venga su muerte.

## Reparto
| Actor             | Personaje             | Notas                          |
| ----------------- | --------------------- | ------------------------------ |
| Michael Paré      | Sgt. Scott Youngblood |                                |
| Tawny Kitaen      | Virginia              |                                |
| Peter Crook       | Jake                  |                                |
| Charles Napier    | May. Davis            |                                |
| Eddie Avoth       | Silke                 |                                |
| Scott Del Amo     | Dutch                 |                                |
| Lynda Bridges     | Kim Taylor            |                                |
| Lionel A. Ephraim | Embajador Gordon      |                                |
| Maurice E. Aronow | Shelton               |                                |
| Aldo Sambrell     | Ten. Juan Muñoz       | Acreditado como Aldo San Brell |
| Peter Boulter     | Clarke                |                                |
| Thomas Abbott     | Ten. Harding          |                                |
| Anthony Bingham   | Sgt. Walker           |                                |
| Scott Miller      | Cnel. Parker          |                                |
| Steve Heywood     | Cabo Atkinson         | Acreditado como Steve Haywood  |
| Manuel de Blas    | Ochoa                 |                                |
| Angel Mancuso     | Tony                  |                                |